# Hugo Berly
Hugo Berly (31 de desembre de 1941 - 24 de desembre de 2009) fou un futbolista xilè.

## Selecció de Xile
Va formar part de l'equip xilè a la Copa del Món de 1966.